# Hầm Suraksan
Hầm Suraksan (Tiếng Hàn: 수락산터널, Hanja: 水落山터널) là một đường hầm bắt đầu tại Jangam-dong, Uijeongbu-si, Gyeonggi-do và kết thúc tại Sanggye-dong, Nowon-gu, Seoul, Hàn Quốc thuộc Đường cao tốc vành đai 1 vùng thủ đô Seoul. Đường hầm có chiều dài là 2.950m cho cả hai hướng, Chiều rộng và chiều cao giống như các hầm rộng khác trên cùng tuyến đường.
Có Nút giao thông Uijeongbu ở phía tây bắc của đường hầm, và đến Sanggye-dong, ở phía đông nam của đường hầm, nó dẫn thẳng đến Hầm Buramsan sau một đoạn ngắn trên mặt đất.

## Thông tin
- Hầm: 4 làn mỗi chiều, hầm đôi
- Giới hạn tốc độ: 100 km/h
- Trung tâm phòng chống thiên tai tổng hợp Sapae đang vận hành và quản lý 5 đường hầm bao gồm Hầm Suraksan (Hầm Nogosan 1 và 2, Hầm Sapaesan, Hầm Suraksan và Hầm Buramsan).